# Mikołaj Sierakowski
Mikołaj Sierakowski herb Ogończyk (zm. w 1543 roku) – podżupnik bocheński 1501, sędzia grodzki krakowski (1535-1543), pisarz ziemi krakowskiej 1540. 
Poseł województwa brzeskokujawskiego i inowrocławskiego na sejm 1540 roku.
Trzykrotnie żonaty. Jedną z jego żon była Kordula Sierakowska z domu Szczytnicka z Czasławic, córka Macieja oraz nieznana z nazwiska Katarzyna.
Ojciec Wacława, zwanego także Wojciechem (ok. 1460-1554), chorążego brzeskokujawskiego, dziadek Jana (1498-1589), wojewody łęczyckiego.
Posiadał liczne dobra majątkowe: Czasławice 1496, Miłonin, Piotrów, Wojsławice, Wrzępia, Wrzosk, Ziępniowa, Ziępniówka, Sierakowa. 